# Linha do Oeste
 Der er for få eller ingen kildehenvisninger i denne artikel, hvilket er et problem. Du kan hjælpe ved at angive troværdige kilder til de påstande, som fremføres i artiklen.

Linha do Oeste (Vestlig linjen) er en jernbane linje som kører på den centrale del af Portugals vestkyst. Den tilhører Infraestruturas de Portugal. Linjen blev åbnet i 1887.
| Jernbane | Spire Denne jernbaneartikel er en spire som bør udbygges. Du er velkommen til at hjælpe Wikipedia ved at udvide den. |